# Nyctemera niasana
Nyctemera niasana là một loài bướm đêm thuộc phân họ Arctiinae, họ Erebidae.